# Penarth Head
Penarth Head är en udde i Storbritannien.   Den ligger i kommunen Vale of Glamorgan och riksdelen Wales, i den södra delen av landet, 210 km väster om huvudstaden London.
Terrängen inåt land är platt. Havet är nära Penarth Head åt sydost.  Närmaste större samhälle är Cardiff, 4,5 km norr om Penarth Head. 